# AK Zagorje
Auto klub Zagorje, hrvatski automobilistički klub iz Oroslavja. Uspješni član kluba je Matija Žiljak. Sezona 2018. bila je uspješna u rallyju, primarnoj disciplini AK Zagorja. Za bod im je izmaklo postolje u ukupnom poretku, pa su završili na 4. mjestu. 2019. godine na Kumrovečkom rallyju su u klasi 2 Sandi Graguljak i Tomislav Mikulić bili 3. na Otvorenom prvenstvu Zagreba.
Za rujan 2019. bilo je predviđeno da AK Zagorje organizira slalom-utrku u centru Oroslavja. Utrka bi nosila ime automobilističke legende Zvonka Mrzljaka,  ORO superslalom Memorijal Zvonko Mrzljak.
Misija kluba je nastup na čim više disciplina u autošportu, razvoj i promoviranje autošporta u Hrvatskom zagorju i šire, edukacija mladih u ponašanju u prometu kroz MUP-ov Nacionalni program sigurnosti cestovnog prometa.

## Vanjske poveznice
- Službene stranice
- Facebook AK Oroslavje